# Тафрина пузырчатая
Тафри́на пузы́рчатая (лат. Taphrina bullata) — вид грибов рода тафрина (Taphrina) отдела аскомицеты (Ascomycota), паразит груши (Pyrus) и некоторых других деревьев и кустарников семейства Розовые (Rosaceae). Вызывает пятнистость и деформацию листьев («курчавость»). При заболевании уменьшается фотосинтезирующая поверхность, что ослабляет растение.

## Описание
На поражённых листьях растения образуются округлые выпукло-вогнутые вздутия диаметром 2—10 мм, их нижняя поверхность белая, верхняя жёлто-зелёная, позже окраска становится буроватой. Пятна располагаются по краям и вдоль средних жилок листа, часто образуют цепочки.
Мицелий развивается под кутикулой листа, однолетний.
Сумчатый слой («гимений») имеет вид беловатого восковидного налёта, развивается на нижней стороне листьев.
Аски восьмиспоровые, цилиндрические или булавовидные с закруглённой или усечённой вершиной, размерами 20—40×9—15 или 30—40×8—9 мкм. Базальные клетки (см. в статье Тафрина) более узкие, чем аски, размерами 8—18×6—10 мкм, по другим данным одинаковой ширины с асками, размерами 10—15×8—9 мкм, могут быть вросшими в эпидермис растения.
Аскоспоры почти шаровидные, диаметром 4—5 мкм, могут почковаться в асках, при этом аски слегка вздуваются.

## Распространение и хозяева
Типовой хозяин — Груша обыкновенная (Pyrus communis), впервые гриб описан на Британских островах. Также отмечен на других видах груши (Pyrus), японской айве (Chaenomeles japonica), мушмуле японской (Eriobotrya japonica) (в Крыму). В Евразии распространён в Северной, Центральной и Восточной Европе, Закавказье, на Дальнем Востоке (Китай, Япония), в России встречается в Европейской части. В Северной Америке широко распространён от Канады до Мексики.

## Жизненный цикл
Заражение хозяина происходит весной от почек, после спороношения в июле — августе может наблюдаться вторичное заражение.

## Близкие виды
- Taphrina crataegi паразитирует на различных видах боярышника, отличается меньшими размерами асков. Первоначально этот вид считался идентичным тафрине пузырчатой, в 1891 году Р. Садебеком экспериментально было доказано его отличие.